# Gyoseob
Gyoseob (coreà, 교섭, hanja 交涉, Negociant), comercialitzada internacionalment com The Point Men és un thriller d'acció sud-coreà del 2023 dirigida per Yim Soon-rye i protagonitzada per Hwang Jung-min i Hyun Bin. La pel·lícula es basa en la crisi dels ostatges de Corea del Sud de 2007 a l'Afganistan i la missió de rescat posterior.
 Es va estrenar el 18 de gener de 2023 a Corea del Sud i es va projectar en Dolby Atmos.

## Argument
Una història sobre un diplomàtic i un agent del  Servei Nacional d'Intel·ligència (NIS) que lluiten i arrisquen les seves vides en sòl estranger per salvar els ostatges coreans que han estat segrestats a l'Afganistan. La pel·lícula es basa en fets reals de la crisi d'ostatges de Corea del Sud de 2007 a l'Afganistan, quan 23 missioners cristians sud-coreans van ser capturats i retinguts com a ostatges a l'Afganistan. Hyun Bin interpretant a un agent del NIS duu a terme una operació de rescat i negociacions amb l'ajuda del diplomàtic interpretat per Hwang Jung-min.

## Repartiment
- Hwang Jung-min com a Jung Jae-ho, diplomàtic[6]
- Hyun Bin com Park Dae-sik, agent del NIS[7]
- Kang Ki-young com Qasim / Lee Bong-han[8]
- Jung Jae-sung com a viceministre Kim[9]
- Kwon Hyuk com a secretari
- Bryan Larkin com Abdula[10]
- Jeon Sung-woo com secretari Cha[10]
- Fahim Fazli com a líder talibà
- Lee Seung-chul com a ministre Choi
- Iyad Hajjaj com a ministre d’afers estrangers de l’Afganistan
- Ahn Chang-hwan com Sim Bo-jung[10]
- Park Hyung-soo com Park Jeon-ryak[10]

## Producció
La pel·lícula inspirada en una història real dels 23 voluntaris cristians sud-coreans presos com a ostatges per militants talibans a l'Afganistan el 2007, havia de començar el seu rodatge a finals de març de 2020, a Jordània, però a causa de la pandèmia de COVID-19 el rodatge es va ajornar. Després de la normalització, la fotografia principal va començar a finals d'abril de 2020. Els actors i l'equip de producció van volar al juliol perl rodatge de Jordania, que es va acabar el setembre del 2020.

## Estrena
La pel·lícula estava programada inicialment per estrenar-se el setembre de 2022, però es va ajornar a causa de les conseqüències de la COVID-19 i les agendes ocupades dels actors principals. El desembre de 2022, amb el llançament del tràiler, la data d'estrena a les sales de la pel·lícula es va anunciar per al 18 de gener de 2023. Després de l'estrena nacional, la pel·lícula està prevista per a l'estrena a Amèrica del Nord el 27 de gener, a Hong Kong i Macau el 2 de febrer, a Taiwan el 3 de febrer, a Filipines el 8 de febrer, a Cambodja el 3 de març i a Tailàndia el 23 de març. La pel·lícula es va estrenar en cinemes selectes dels Estats Units i el Canadà el 27 de gener de 2023 per 815 Pictures.

## Recepció

### Taquilla
La pel·lícula es va estrenar el 18 de gener de 2023 a 1.289 pantalles. Va obrir el primer lloc a la taquilla coreana amb 104.798 entrades. La pel·lícula va encapçalar la col·lecció setmanal a la taquilla coreana de la setmana del 16 al 22 de gener en recaptar 5.478.201 dòlars i 659.022 espectadors. La pel·lícula va superar el milió d’espectadors en set dies després de l’estrena. Va registrar 1.023.232 espectadors acumulades el 24 de gener.
El 22 de febrer de 2023, amb un impor brut de US$ 13,471,119 i 1,721,111 entrades, és la segona pel·lícula coreana més taquillera de 2023.

### Resposta crítica
Lee Da-won de Cine21 revisant la pel·lícula va elogiar les actuacions d'Hwang Jung-min i Hyun Bin, i va escriure: "Gràcies a la respiració estable d’aquestes dues persones, l'atracció de la pel·lícula augmenta encara més". Lee va opinar que, tot i que la narració del director Im Soon-rye és "com s'esperava ordenada i clara", però "la manca de catarsi en la 'narrativa de derrotar el mal i rescatar els febles' és una debilitat important que no garanteix l'èxit de la pel·lícula." Han Hyeon-jeong en una ressenya per a Maeil Economy va escriure que "hi ha una mica de catarsi fins i tot en la coordinació més perfecta dels dos protagonistes perfectes". A Han li va agradar el clímax i l'energia de Kang Ki-young, però va sentir que la pel·lícula era "insípida". En conclusió, va escriure que "No crec que m'agradi recomanar-la a algú ni tornar-la a veure."

## Premis i nominacions
| Premi o cerimònia                             | Any  | Categoria              | Nominat / Treball | Resultat  | Ref.          |
| --------------------------------------------- | ---- | ---------------------- | ----------------- | --------- | ------------- |
| Baeksang Arts Awards                          | 2023 | Millor actor secundari | Kang Ki-young     | Nominat   | [ 25 ] [ 26 ] |
| Buil Film Awards                              | 2023 | Millor director        | Yim Soon-rye      | Nominat   | [ 27 ]        |
| Buil Film Awards                              | 2023 | Millor actor secundari | Kang Ki-young     | Nominat   | [ 27 ]        |
| Festival Internacional de Cinema de Monterrey | 2023 | Premi a l’assoliment   | Yim Soon-rye      | Guanyador | [ 28 ]        |
| Grand Bell Awards                             | 2023 | Millor director        | Yim Soon-rye      | Pendent   | [ 29 ]        |
| Grand Bell Awards                             | 2023 | Millor actor secundari | Kang Ki-young     | Pendent   | [ 29 ]        |